# Петрове (станція)
Петро́ве (до 1952 року — Ак-Мана́й, крим. Aq Manay) — лінійна залізнична станція Кримської дирекції Придніпровської залізниці на лінії Владиславівка — Крим.
Розташована в селі Петрове Керченського району АРК між станціями Владиславівка (15 км) та Сім Колодязів (21 км).
Станом на березень 2017 р. зупиняються лише приміські поїзди.